# هارولد تشارلز بولد
هارولد تشارلز بولد (بالإنجليزية: Harold Charles Bold)‏ (1909-1987) عالم نبات أمريكي .